# Magreo

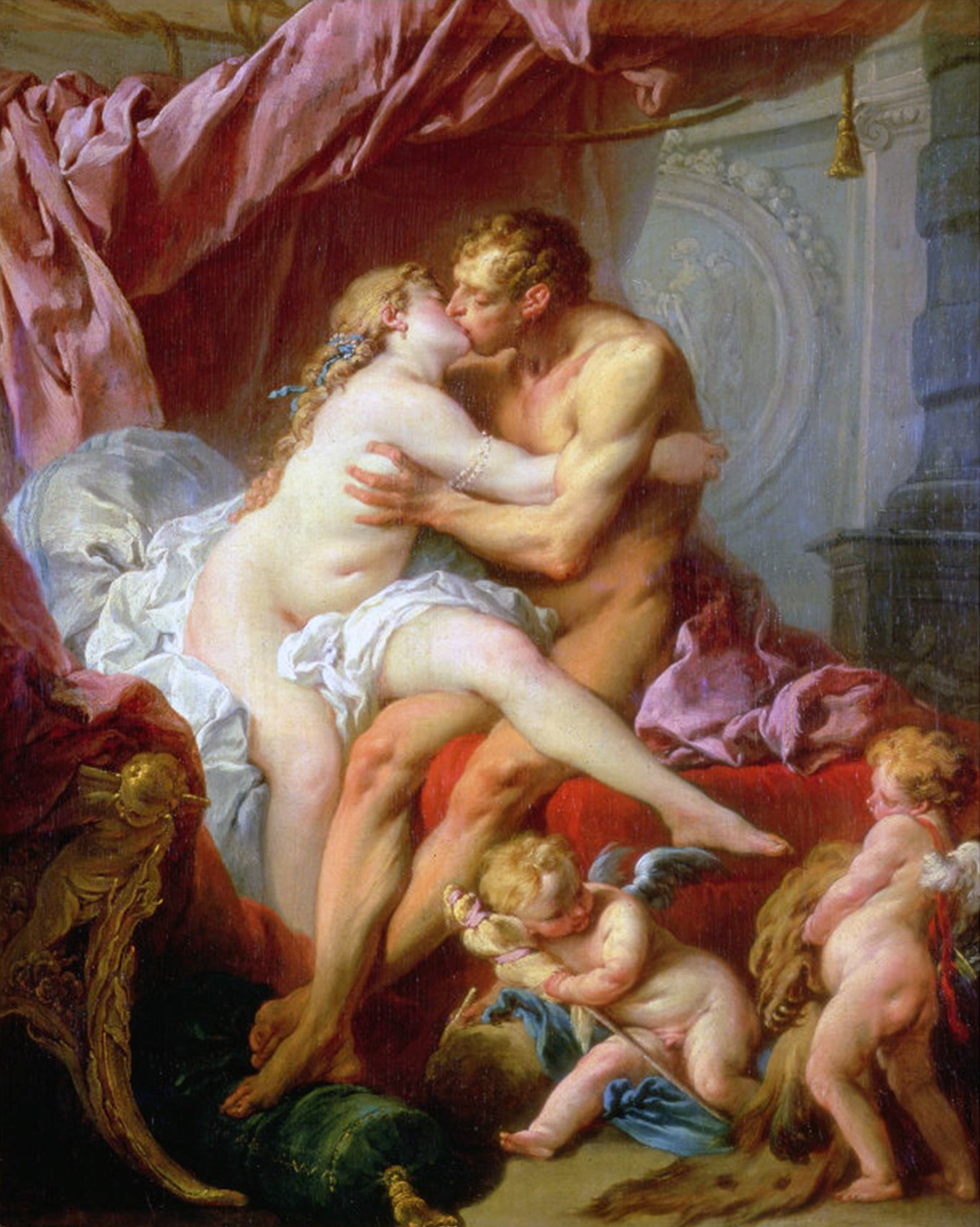
Hércules y Onfalia, óleo sobre tela de François Boucher (1735) (Museo Pushkin de Bellas Artes, Moscú, Rusia)

El magreo (coloquialmente franela, faje, meter mano, caldeo, etc.) designa las relaciones sexuales consistentes fundamentalmente en caricias íntimas, sin ningún tipo de penetración, ni vaginal ni anal. Asimismo es frecuente el uso del anglicismo petting, que puede tener un significado más amplio que el sexual y aludir al hecho de acariciar o besar a los animales de compañía, los mimos que prodigan las madres a sus bebés, etc. aunque también roces con ropa interior y demás.
Una de las primeras fuentes que tenemos es de un personaje, conocido popularmente como El Monje, el mismo que el de los Cuatro Postes, que realizaba está practicaba sexual con las mujeres de las que se rodeaba. 
«Magrear» también hace referencia al hecho de comer la parte más gustosa de los alimentos.

## Grados
Se identifican tres grados de magreo:
- Grado I: Tomarse las manos, darse besos, abrazarse.
- Grado II: Caricias sexuales sobre la ropa, que pueden incluso imitar el coito.
- Grado III: Caricias sexuales bajo la ropa. Incluye desde meter la mano bajo la ropa hasta estar totalmente desnudos y practicar sexo oral, masturbación mutua, frot o tribadismo

## Riesgos
La mayoría de las prácticas del magreo tiene nulo o bajo riesgo de infecciones de transmisión sexual (ITS), tanto en relaciones heterosexuales como homosexuales, siempre que los fluidos vaginales y/o seminales no hagan contacto con las mucosas (bucal y/o genital) de la otra persona. 
Con respecto al riesgo de trasmisión de VIH, el sexo oral (cunnilingus, anilingus y felación) con métodos de barrera son seguros. El método de barrera para la felación es el preservativo. En caso de manoseo, usar guantes de látex. Para los otros dos casos es una lámina de látex que se puede obtener cortando un preservativo. 
El cunnilingus  y el anilingus sin método de barrera y la felación sin eyaculación en la boca ni preservativo, se consideran de menor riesgo. 
La felación con eyaculación en la boca y sin preservativo se considera de alto riesgo.
El uso de juguetes sexuales no presenta riesgo. El intercambio de juguetes sexuales no presenta riesgo si se utiliza un preservativo distinto para cada persona.
Con respecto al embarazo, no hay riesgo si el semen no hace contacto con la vulva.

## Otros términos
«Faje», palabra de origen popular y también utilizada en la literatura científica mexicana, procede del verbo «fajar» (en su acepción de «magrear»).
«Caldeo», término utilizado por los jóvenes mexicanos, que generalmente tiende a ser utilizado como sinónimo de «faje» o «magreo».
En Argentina era común el término «franela» y el verbo «franelear». Otros términos similares son: «chapar», «rascar» y «transar». Tradicionalmente se solía producir durante el noviazgo de las parejas, incluso con el consentimiento de las familias de los jóvenes.